# Enrique de Ossó

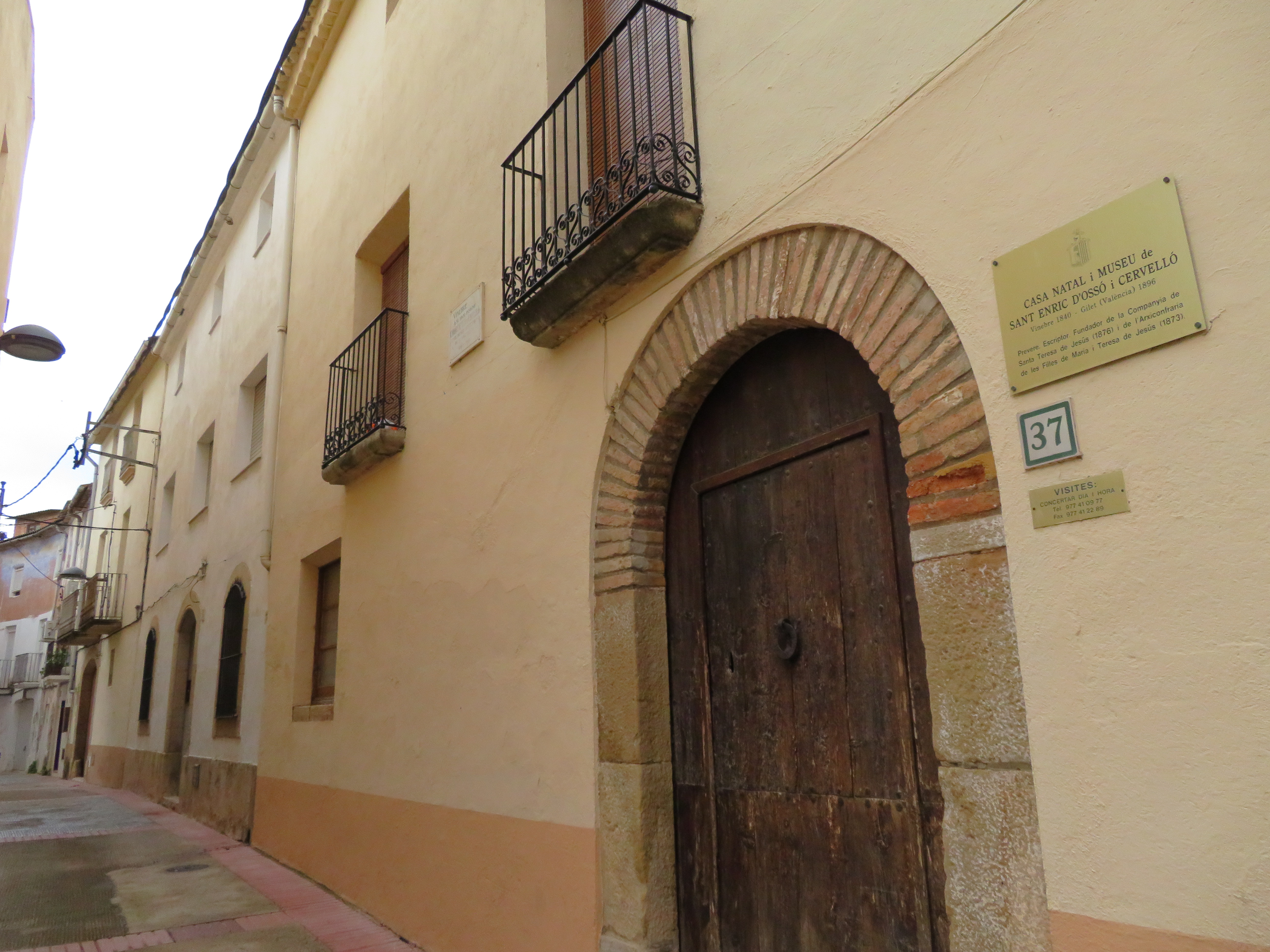
Museo y casa natal de D. Enrique de Ossó y Cervelló.

Enrique de Ossó y Cervelló (en catalán: Enric d'Ossó i Cervelló) (16 de octubre de 1840 - 27 de enero de 1896) fue sacerdote español, fundador de la Congregación de Hermanas de la Compañía de Santa Teresa de Jesús, popularmente conocida como "Teresianas", del Movimiento Teresiano Apostólico y otras iniciativas apostólicas inspiradas en Teresa de Jesús. Es uno de los hombres que en el siglo XIX intentaron mantener viva la fe cristiana en España, con una fuerte convicción a favor de la Iglesia.

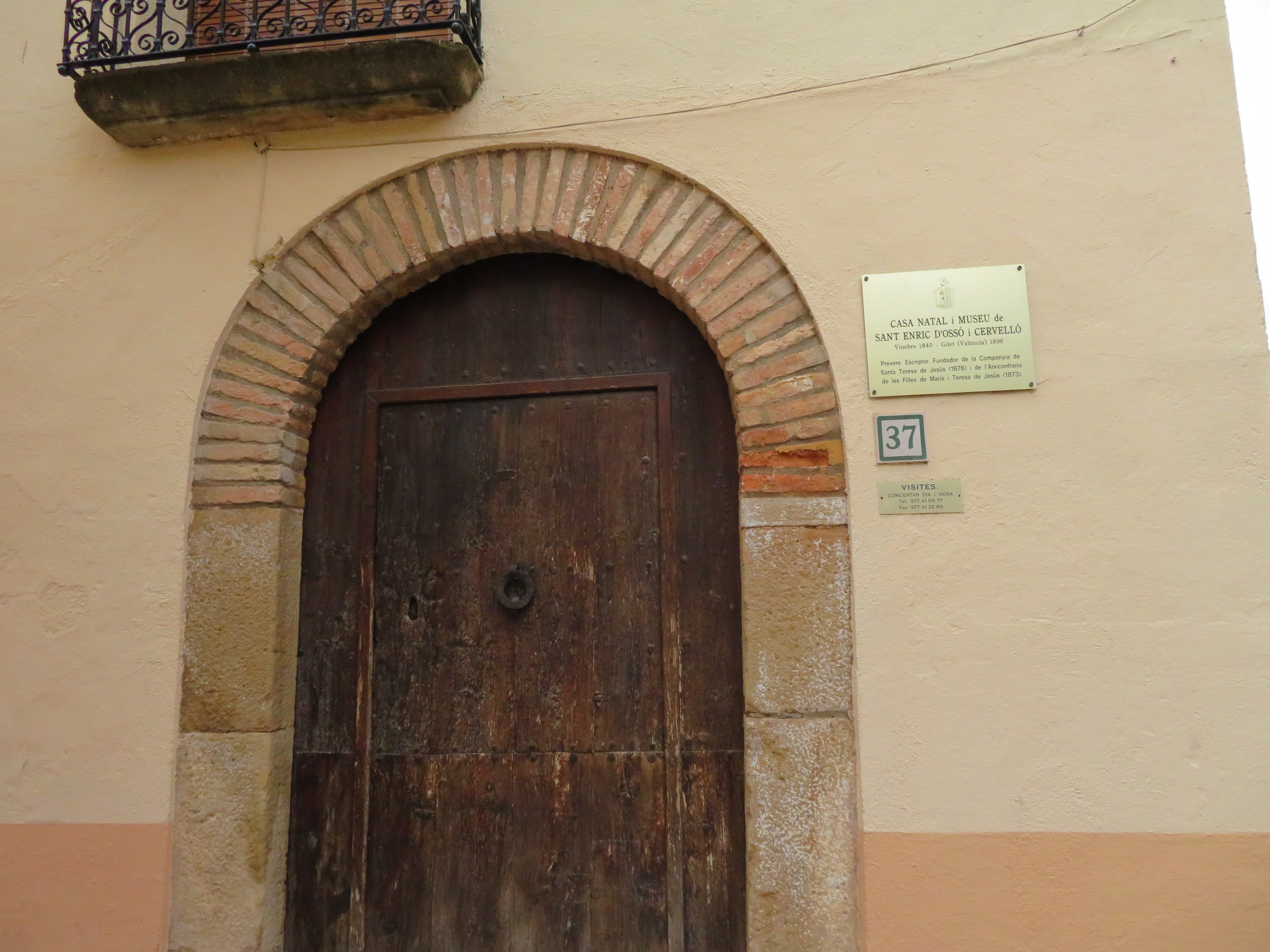
Casa natal de D. Enrique de Ossó y Cervelló, en el municipio de Vinebre

## Biografía

### Primeros años y formación
Nació en Vinebre, provincia de Tarragona, el 16 de octubre de 1840. Su madre, Micaela Cervelló, soñaba verlo sacerdote del Señor. Su padre, Jaime de Ossó, lo encaminaba al comercio. 
Gravemente enfermo, recibió la primera Comunión por Viático. Su padre lo mandó a trabajar como aprendiz en la tienda de su tío, en Reus, donde descubrió la obra de Santa Teresa de Jesús. En septiembre de 1854 perdió a su madre en la epidemia de cólera, y en octubre de ese año huye a Montserrat, donde lo encontró su hermano Jaime. Vuelve a casa con la promesa que le había hecho a su madre de ser sacerdote, después de su muerte, cuando tenía 13 años. Ese mismo año inicia los estudios en el Seminario de Tortosa.

### Sacerdocio
Ordenado sacerdote en Tortosa, el 21 de septiembre de 1867, celebró la primera misa en Montserrat, el domingo 6 de octubre, festividad de Nuestra Señora del Rosario.
Sus clases como profesor de matemáticas y física en el Seminario no le impidieron dedicarse con ardor a la catequesis, uno de los grandes amores de su vida. Organizó en 1871 una escuela metódica de catecismo en doce iglesias de Tortosa y escribió una "Guía práctica" para los catequistas. Con este libro inicia Enrique su actividad como escritor, apostolado que le convirtió en uno de los sacerdotes más populares de la España de su tiempo. Desde niño tuvo devoción entusiasta por Santa Teresa de Ávila. La vida y doctrina de la Santa, asimilada con la lectura constante de sus obras, inspiró su vida espiritual y su apostolado, mantenidos por la fuerza de su amor ardiente a Jesús y María y por una adhesión inquebrantable a la Iglesia y al Papa.
Para acrecentar y fortificar el sentido de piedad, reunió en asociaciones a los fieles, especialmente a los jóvenes, para quienes la revolución y las nuevas corrientes hostiles a la fe católica resultaban una amenaza.

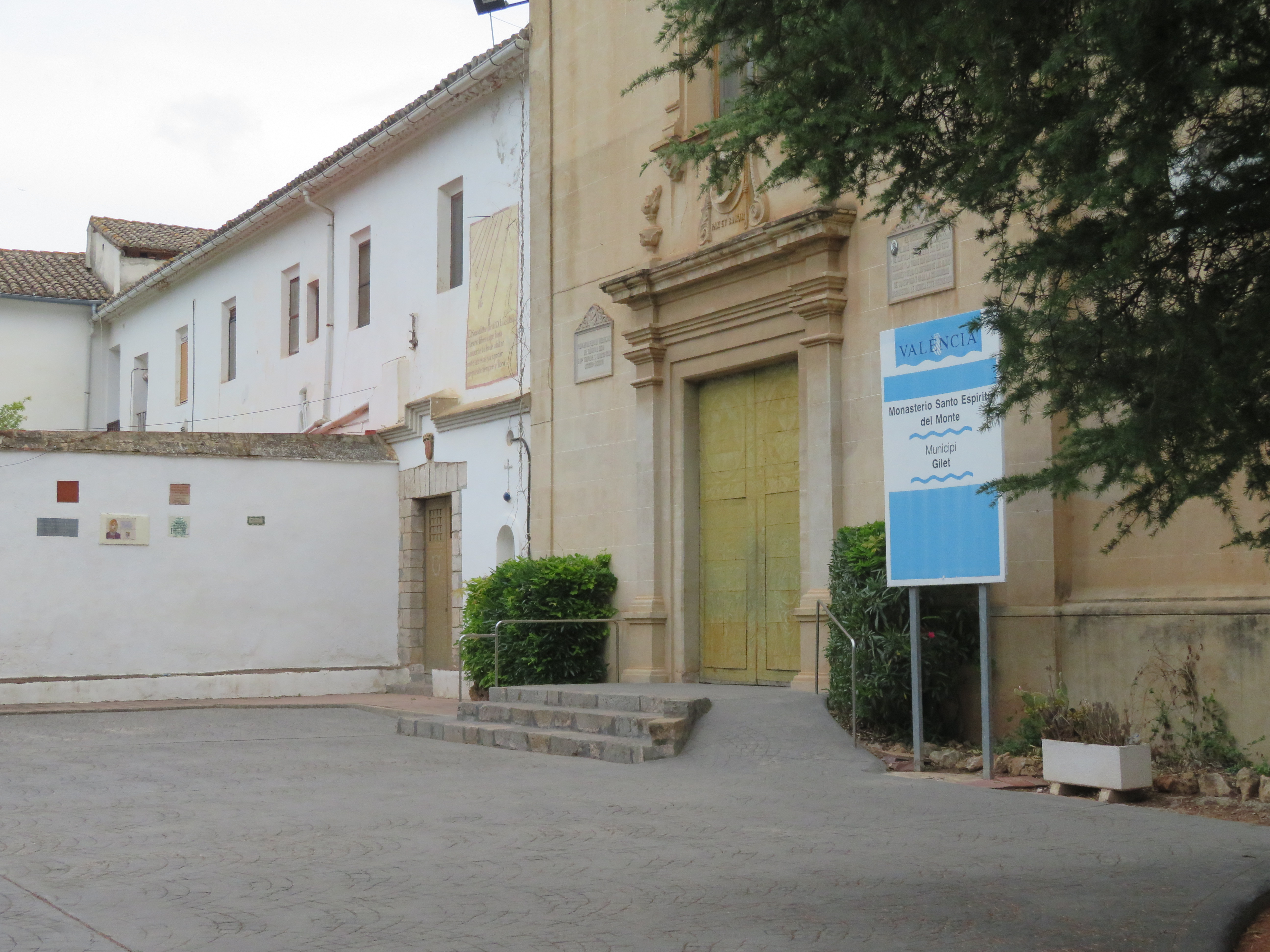
Real Monasterio de Sancti Spiritu, en Gilet, donde falleció D. Enrique de Ossó

Después de haber dado vida en los primeros años de sacerdocio a una "Congregación mariana" de jóvenes labradores del campo tortosino, fundó, en 1873, la Asociación de "Hijas de María Inmaculada y Santa Teresa de Jesús". En 1876 inauguraba el proyecto "rebañitos de Jesús". Los dos grupos tenían un fin común: promover una intensa vida espiritual, unida al apostolado en el propio ambiente. El Movimiento Teresiano de Apostolado (MTA) recoge en la actualidad el carisma teresiano de nuestro Santo, para hacer de los niños, jóvenes y adultos, cristianos comprometidos mediante la oración y el apostolado.
Para facilitar la práctica de la oración a los asociados, Enrique publicó en 1874 "El cuarto de hora de oración", libro que el autor mandó imprimir 15 veces y del que hasta la fecha se han publicado más de 50 ediciones.
Convencido de la importancia de la prensa, inició en 1871 la publicación del semanario El Amigo del Pueblo, que tuvo vida hasta mayo de 1872, cuando, por un motivo fútil, la autoridad civil, contraria a la Iglesia, lo suprimió. Sin embargo, en octubre de este mismo año inicia la publicación de la Revista mensual Santa Teresa de Jesús, que durante 24 años fue la palestra en la que el Santo expuso la verdadera doctrina católica, difundió las enseñanzas de Pío IX y León XIII, enseñó el arte de la oración, propagó el amor a Santa Teresa de Ávila e informó de manera actualizada sobre la vida de la Iglesia en España y en el mundo. Para formar a la gente humilde, publicó en 1884 un Catecismo sobre la masonería fundado en la doctrina del Papa. Y en 1891 ofreció lo esencial de la Rerum Novarum en un Catecismo de los obreros y de los ricos, prueba concreta de su atención a los signos de los tiempos, según el corazón de la Iglesia.
Su gran obra fue la Congregación de las Hermanas de la Compañía de Santa Teresa de Jesús que se extendió, viviendo aún el Fundador por España, Portugal, México y Uruguay. En la actualidad la Congregación se extiende por tres continentes: Europa, África y América.
San Enrique quiso que sus hijas, llenas del espíritu de Teresa de Ávila, se comprometiesen a "extender el reino de Cristo por todo el mundo", "formando a Cristo en la inteligencia de los niños y jóvenes por medio de la instrucción y en su corazón por medio de la educación".
Había soñado junto con la institución de "Hermanos Josefinos" la de una Congregación de "Misioneros Teresianos", que viviendo santamente el propio sacerdocio en la mayor intimidad con Cristo y al servicio total de la Iglesia, siguiendo las huellas de Teresa, fuesen los apóstoles de los tiempos nuevos. En vida su proyecto no llegó a realidad. Sin embargo, desde hace pocos años, un grupo de jóvenes mexicanos se preparan al sacerdocio con el mismo espíritu teresiano de Ossó.
Sacerdote según el corazón de Dios, el Santo fue un verdadero contemplativo que fundió en sí con equilibrio extraordinario un ideal apostólico abierto a todo lo bueno que ofrecían los nuevos tiempos. De fe viva, no miraba sacrificios ni oposiciones; en una época especialmente hostil a la Iglesia, anunció valerosamente el Evangelio con la palabra, con los escritos, con la vida.
Murió el 27 de enero de 1896 en Gilet (Valencia), en el convento de los Padres Franciscanos, donde se había retirado durante algunos días para orar en la soledad. Las últimas páginas que escribió antes de su muerte trataban de la acción de la gracia del Espíritu Santo en la vida de los cristianos dóciles a su amor.
Es el mensaje de su vida: siempre fiel a las mociones del Espíritu Santo, vivió como apóstol que transmite la fuerza del Evangelio animada por la comunión constante con Dios y por un amor inmenso a la Iglesia. Su existencia, consumida al servicio de los hermanos en una entrega sin límites, revela que el verdadero amor de Cristo cuanto más posee a un ser lo hace más disponible a la caridad siempre nueva y siempre colmada de quien intenta ser reflejo de la presencia de Dios y de su amor en el mundo.

### Obra
En 1870 organiza la "Asociación de congregantes de la Purísima Concepción" para jóvenes. Seis años más tarde fundará la "Hermandad Josefina" que agrupaba a los hombres sin discriminación de trabajo o edad. 
Luego de haber fundado una "Congregación mariana" de jóvenes labradores del campo, fundó en 1873 la Asociación "Hijas de María Inmaculada y Santa Teresa de Jesús"; hoy Movimiento Teresiano de Apostolado MTA, quienes viven el "Ser cristianos auténticos cristianos en el propio ambiente". Y para facilitar la oración de los miembros de sus instituciones, publicó en 1874 "El cuarto de hora de oración", uno de los libros más importantes de toda su carrera, y publicado en muchos idiomas y dialectos.
El Padre, luego Santo, Enrique de Ossó creía en la efectividad de la prensa por lo cual desde 1871 se dedica sistemáticamente a publicar cuestiones relativa a la Iglesia en España o las enseñanzas de los Papas Pío IX y León XIII. Esto se basó básicamente en la difusión de la encíclica Rerum Novarum y en el catecismo dirigido a obreros.
Pero su admiración hacia Santa Teresa de Ávila era mayor, razón por la cual fundó la Compañía de Santa Teresa de Jesús (más conocida como "Teresianas"), el 23 de junio de 1876; fiesta del Sagrado Corazón de Jesús, convirtiéndose así en su mayor obra. La Compañía luego se extendió por un total de 21 países en 17 provincias, entre ellos Chile, España, México, Portugal, Paraguay, Colombia, Bolivia, Argentina, Italia, Francia, Estados Unidos, Nicaragua, Uruguay, Cuba, Costa Rica, Brasil y Venezuela.        Su misión: "Extender el reinado del conocimiento y amor a Jesucristo por todo el mundo por medio de los apostolados de la oración, enseñanza y sacrificio". En 1883, tras el robo de la mano izquierda de una imagen de Santa Teresa perteneciente al grupo escultórico Santa Teresa arrodillada ante Cristo atado a la columna, San Enrique organizó una colecta para reemplazar la extremidad por una de oro.
Y durante principios del siglo XX, las Hermanas Teresianas estaban presentes en los cinco continentes extendiendo el pensamiento de su fundador, San Enrique de Ossó y de Santa Teresa de Ávila con una notable labor evangelizadora y educativa. Sin olvidar que "son enviadas por la Iglesia a ser signo y testimonio de una especial presencia del Señor entre los hombres, y de la vida nueva y eterna conquistada por Cristo, dedicándole todo su ser y obrar; en las escuelas "para formar a Cristo Jesús en la mente y en el corazón del niño y del joven", viviendo en comunidades, según el espíritu de Santa Teresa de Jesús: espíritu de oración, de verdad de fortaleza, de grandeza de alma, de humildad y desprendimiento, de alegría y obediencia".
En palabras de San Enrique la teresiana debe ser: " Un alma de fuego a quien conmueva y abrace el celo de las almas, que aspire siempre a lo mejor y más santo; de perfecto orden en los afectos, severa disciplina en las costumbres, constancia y preseverancia en la oración, robustez en las acciones, fervor en todas sus obras, asuidad en el combatir al enemigo" ( E.E.O. II,p. 277).
En el tricentenario del nacimiento de Santa Teresa de Jesús, en 1882, San Enrique elaboró su gran proyecto de los Misioneros de Santa Teresa de Jesús (MTJ). Este proyecto se hizo realidad en África, Angola, en la Diócesis de Viana.

## Pensamientos
- Educar a un niño es educar a un hombre, y educar a una mujer, es educar una familia.

- Todo por Jesús.

- "Pensar, sentir, amar como Cristo Jesús".

- "Todo por Jesús para siempre, siempre, siempre..".

- "Es absolutamente necesario cautivar la atención de los niños, hablando poco el catequista, y haciendo hablar a los niños".

- "Cuarto de hora de oración"

- "Espera y verás grandes cosas".

- "Tanto vale saber orar bien, como vivir bien".